# Tełepyne
Tełepyne (ukr. Телепине) – wieś na Ukrainie, w obwodzie czerkaskim, w rejonie czerkaskim. W 2001 liczyła 1652 mieszkańców, wśród których 1615 jako ojczysty język wskazało ukraiński, 31 rosyjski, 1 mołdawski, 1 rumuński, 1 niemiecki, a 3 inny. W 2024 liczyła 1034 mieszkańców.